# Dubravka Tomšič Srebotnjak
Dubravka Tomšič Srebotnjak pronunciación aproximada: /Dubravka Tomshich Srebotnñak/ (7 de febrero de 1940 en Dubrovnik, Croacia, Reino de Yugoslavia) es una pianista eslovena y profesora de música.
Tomsic recibió clases particulares desde pequeña y continuó sus estudios en Music High School en Ljubljana y luego en la Academia de Música de Eslovenia bajo la dirección de la profesora Zora Zarnik. Siguiendo los consejos del concertista de piano Claudio Arrau, viajó a los Estados Unidos a la edad de 12 años y en 1957 se graduó en la Juilliard School of Music en Nueva York. Sus profesores fueron Katharine Bacon y Alexander Uninsky. Arthur Rubinstein escuchó su recital en el Ayuntamiento de Nueva York y la invitó a estudiar con él en privado a fines de la década de 1950.
Tomsic ha enseñado piano en la Academia de Música eslovena en Ljubljana desde 1967. Ha tenido una amplia trayectoria brindando conciertos, y a menudo es invitada a juzgar concursos de piano, entre ellos Van Cliburn, Leeds, L. V. Beethoven, Clara Haskil y otros. Dubravka Tomšič es muy solicitada como artista intérprete o ejecutante, haciendo recitales y conciertos en toda Europa, Asia, América del Norte, México, Australia y África. Ha dado alrededor de 3500 actuaciones y grabado más de 20 discos y 70 CD. Por sus esfuerzos artísticos y pedagógicos ha recibido numerosos premios: 3er premio en el Concurso Internacional de Piano Ferruccio Busoni (Bolzano, 1961), Premio Prešeren Fund (1962), 1. Premio en el recital del festival de Mozart (Bruselas, 1967), Premio Župančič (1970), Premio SUMUJ de Lira Dorada (1974), Premio Prešeren (1975), Premio AVNOJ (1976), Premio de Oro de la Universidad en Ljubljana por sus logros pedagógicos y artísticos (1989), etc. Es miembro honorario de la Filarmónica eslovena desde 1995.
Entre sus estudiantes están: Majda Martinc, Sonja Pahor, Hinko Haas, Lidija Stanković, Tatjana Ognjanović, Tomaž Petrač, Anja alemana, Miha Haas, Slaven Kulenovic, Natalija Šaver, Tadej Horvat y Fada Azzeh.
Estaba casada con el fallecido compositor esloveno Alojz Srebotnjak y tiene un hijo, Martin Srebotnjak, que es director de cine esloveno.